# Renaissance des lumières d'Osaka

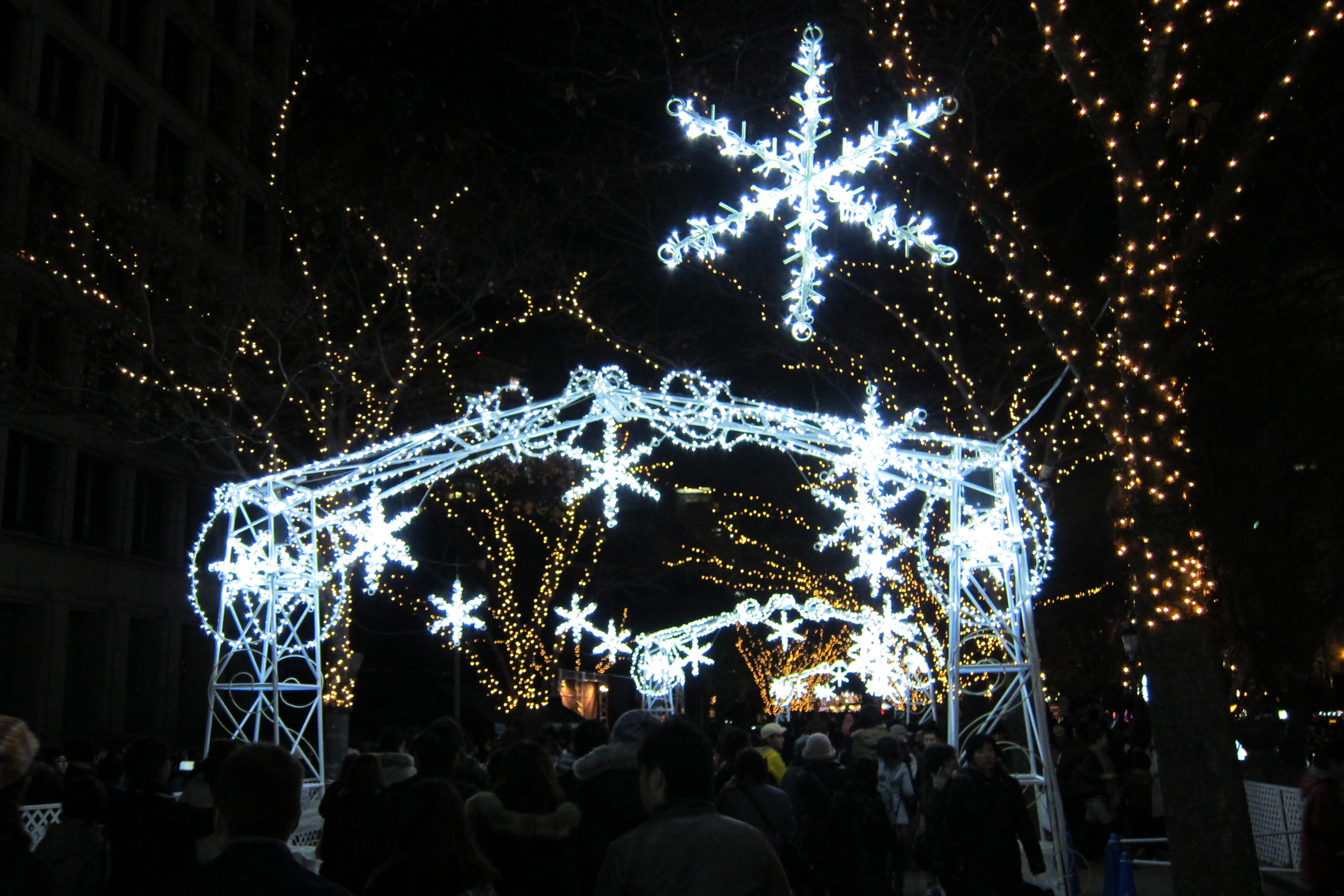
Illuminations des rues de la promenade de Miotsukushi à Nakanoshima

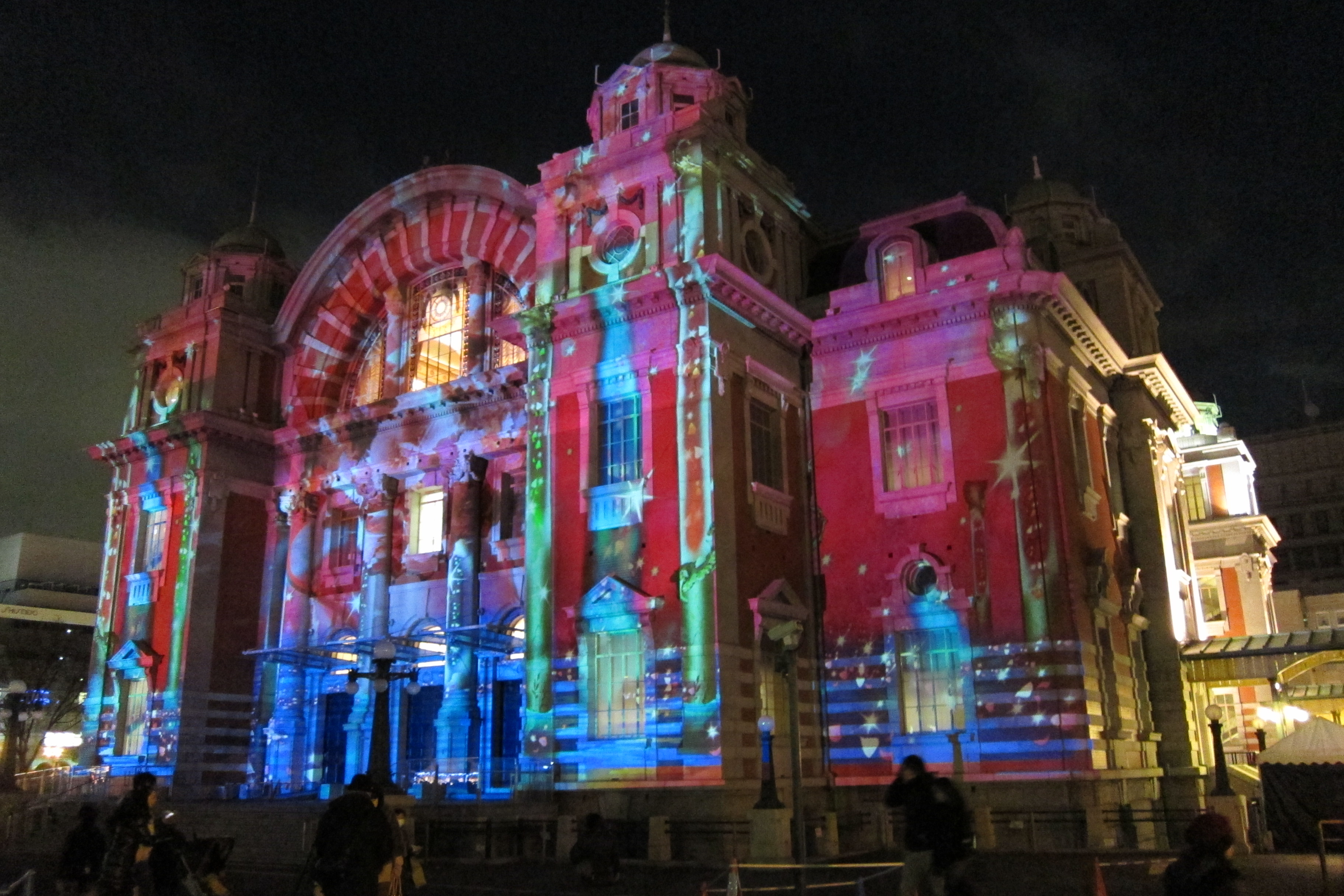
Éclairage sur la salle publique centrale

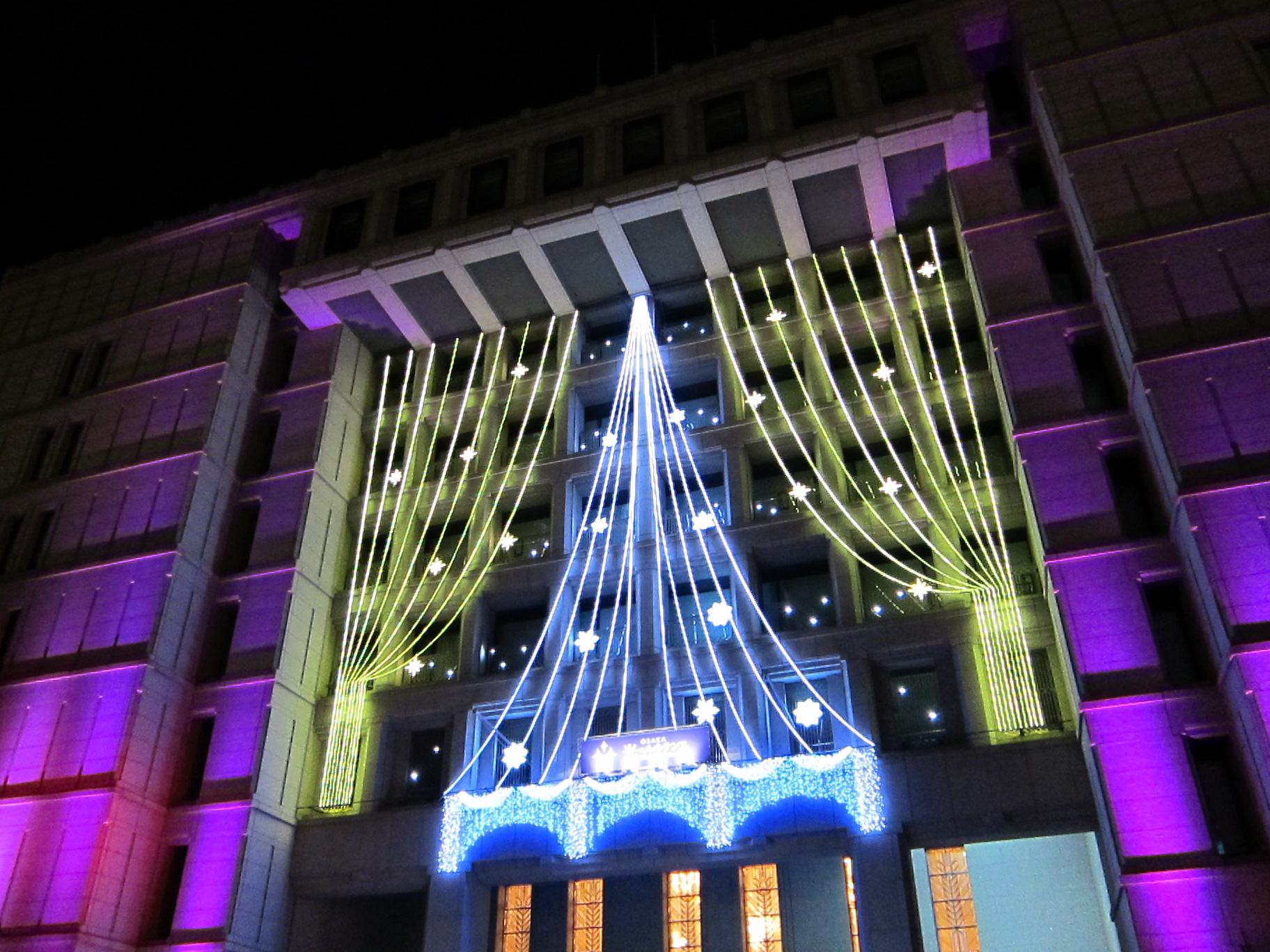
Illuminations sur la mairie

La Renaissance des Lumières d'Osaka (大阪光のルネサンス) est un spectacle lumineux hivernal se déroulant en face de l’hôtel de ville de Nakanoshima à Osaka ainsi que dans le parc Kensaki, et destiné à mettre la ville en valeur.
À côté de la promenade Miotsukushi de la mairie d’arrondissement d’Osaka sud, a lieu une célébration par des décorations illuminées. Les touristes et les citoyens peuvent apprécier les lumières de la salle centrale des réunions publiques et du jardin de la mairie de Nakanoshima entre autres. Depuis l’inauguration en 2003 l’événement prend d’année en année de l’ampleur, et les gens qui se déplacent pour assister au spectacle sont plus nombreux, si bien qu’en 2010, 2,86 millions de personnes vinrent assister à l’événement. Le spectacle d’Osaka étant une caractéristique de l’hiver, beaucoup de gens viennent de l’intérieur et de l’extérieur du département pour assister à cet événement.

## Lieu・Période
- Période : au milieu du mois de décembre
- Lieu : aux alentours de l’hôtel de ville de Nakanoshima (situé dans l’arrondissement de Kita à Osaka), dans le parc de Nakanoshima, dans d’autres lieux de la ville également.
- Principaux accès:

Prendre la ligne Keihan Nakanoshima puis descendre à la gare de Naniwa-kyō, seulement quelques pas à faire.
Métro municipal d'Osaka Midosuji, 1 minute à pied depuis la station Keihanhonsen Yodoyabashi.
Ligne du métro municipal d'Ōsaka Sakaisuji, 5 minutes depuis la station Keihandenkitetsudō Kitahama.

## Programme

### Espaces où se déroule le festival des lumières
Starlight・City・Square
- Lieu: face à la mairie d'Ōsaka.
- Description: Mise en scène d'arbres et de rideaux par des cordes lumineuses blanche ou dorée.

Café Nakanoshima Omote Nashi
- Lieu：Mairie d'Ōsaka, dans le hall du rez-de-chaussée.
- Description：Le café n'est ouvert que pendant l'événement.

Nakanoshima Illumination Street
- Lieu: Promenade de Miotsukushi.
- Description: lumières clignotantes au rythme de la musique, galeries de lumières。

Tapisserie murales (wall tapestry)
- Lieu：face à la bibliothèque de Nakanoshima.
- Description：La digne histoire dont est fier Nakanoshima est projetée sur la façade de la bibliothèque formant ainsi un écran, dont le grand éclairage s'unifie avec la musique dans un spectacle lumineux.

Peinture lumineuse
- Lieu：Salle centrale des réunions publiques d’Ōsaka.
- Description：Mise en scène en utilisant la conception et la forme de la lumière du style néorenaissance.

Parc River Side 
- Lieu：Hôtel de ville du sud d'Osaka, parc Nakanoshima
- Description：Des animaux mignons tels que les pingouins et les lions sont décorés et illuminés.

Avenue France
- Lieu：Nakanoshima tôri
- Description：Dans Nakanoshima tôri, 26 arbres de la famille des zelkova du Japon sont plantés et illuminés, donc ce n’est pas très français comme avenue.

Le marché de la lumière
- Lieu：Aux alentours du théâtre sur l'eau du jardin de Nakanoshima
- Description：Lieu de restauration dont l'ambiance est celle d'un marché français.

### Rose Light Garden et East Park
- lieu：Jardin de Nakanoshima
- Description：mise en scène de la lumière à partir du paysage floral du parc constitué de rose.

Repas de Noël
- Lieu：jardin de Nakanoshima
- Description：Des commerces venant de tous le Japon se rejoignent pour un repas aux spécialités venant de nombreux pays.

## Crédit d'auteurs
- (ja) Cet article est partiellement ou en totalité issu de l’article de Wikipédia en japonais intitulé « OSAKA光のルネサンス » (voir la liste des auteurs).